# Onafhankelijke Democratische Unie
De  Onafhankelijke Democratische Unie (Spaans: Unión Demócrata Independiente, UDI) is een conservatieve Chileense politieke partij. Opgericht op 24 september 1983, gedurende de militaire dictatuur van Augusto Pinochet, om de regering en haar continuïteit te waarborgen. Haar oorsprong is te vinden in de Gremialismo beweging eind jaren zestig met Jaime Guzmán als partijideoloog. De ideologie van partij wordt gekenmerkt door een vrijemarktideologie en een conservatieve blik op de moraal die dicht bij die van Katholieke Kerk staat. Zij zijn tegen abortus, het homohuwelijk en contraceptie.
De huidige president van de partij is Juan Antonio Coloma, hij is de directe opvolger van Hernán Larraín. De UDI vormt samen met Renovación Nacional de coalitie Alianza por Chile (Alliantie voor Chili).
De partij nomineerde de burgemeester van Las Condes, Joaquin Lavín als kandidaat voor de presidentiële verkiezingen in 1999. Lavín eindigde als tweede met (47,5% van de stemmen) in de verkiezingen, maar werd verslagen door Ricardo Lagos. Lavín deed weer mee in de presidentiële verkiezingen van 2005, maar haalde de tweede ronde niet omdat hij slechts 23% van de stemmen binnenhaalde.
In de laatste parlementaire verkiezingen van 2009, won de UDI 23,04% van de stemmen, en kreeg 37 gedeputeerden op een totaal van 120. In 1989, de eerste verkiezing waar de UDI deel aan nam, won de partij 11 zetels van de 120.

## Verkiezingsresultaten
Verkiezingsresultaten voor gedeputeerden (Spaans: diputados)
| Verkiezingsjaar (totaal gedeputeerden) | Aantal gepeduteerden | Stemmen gedeputeerden | Percentage stemmen |
| -------------------------------------- | -------------------- | --------------------- | ------------------ |
| 1989 (120)                             | 11                   | 667.369               | 9,82               |
| 1993 (120)                             | 15                   | 816.104               | 12,11              |
| 1997 (120)                             | 17                   | 837.736               | 14,45              |
| 2001 (120)                             | 31                   | 1.547.209             | 25,18              |
| 2005 (120)                             | 33                   | 1.456.430             | 22,34              |
| 2009 (120)                             | 37                   | 1.507.001             | 23,04              |

Onafhankelijken op de lijsten of zij die voorheen gelieerd waren met de UDI zijn niet meegenomen in deze tabel
(Bronnen: Ministerio del Interior en TRICEL).